# De la Lune à la Terre (bande dessinée)
Pour les articles homonymes, voir De la Lune à la Terre.
De la Lune à la Terre est le 10e tome de la série de bande dessinée De cape et de crocs d’Alain Ayroles (scénario) et Jean-Luc Masbou (dessin). Sa parution est initialement prévue pour janvier 2012 avant d'être repoussée au 11 avril 2012. Il marque la fin de la série par le retour sur terre des deux héros, la mort du Capitan Mendoza, les retrouvailles du Raïs Kader et de sa fille Yasmina et les fiançailles de Don Lope avec Hermine.
Sa prépublication a commencé le 4 novembre 2011 dans Lanfeust Mag.

## Synopsis
À la suite de leur victoire contre le prince Jean, Armand et Lope, ainsi que leurs amis et alliés, assistent au départ en exil de celui-ci depuis les Monts Miroboliques. Là, ils découvrent, dans une multitude de reflets piégés dans des pierres précieuses, que Séléné, contrairement à ce qu'ils avaient cru au départ, est bel et bien la fille du roi et de la reine sélénites. Séléné ayant ainsi retrouvé sa famille, Armand envisage de rester lui tenir compagnie sur la Lune, tandis que les autres Terriens manifestent le souhait de retourner sur leur planète.
Toutefois, l'idylle que pensait vivre Armand avec Séléné prend mauvaise tournure en raison du Maître d'armes : ce dernier est en effet également épris de Séléné, laquelle semble lui témoigner des sentiments réciproques. Armand, ignorant de tout cela, se fâche vigoureusement contre Lope lorsque ce dernier lui expose la situation, ce qui semble mettre un terme à leur amitié. Armand, que même Eusèbe ne parvient pas à persuader de rentrer sur Terre, n'est donc pas du voyage alors que Lope, Eusèbe, Hermine, le raïs Kader, Plaisant et Andreo embarquent pour la Terre.
Armand finit par découvrir lui-même la vérité : parlant à Séléné tout en restant caché, il l'entend déclarer son amour pour le Maître d'armes. Il part donc retrouver celui-ci mais, au lieu de le provoquer en duel comme le craignait Lope, il donne sa bénédiction à leur relation. Armand, le cœur meurtri, envisage de se suicider, mais en est empêché par le Caillou, qui lui rapporte une sombre nouvelle : ses amis ont été capturés par le capitaine Mendoza et ses hommes, infiltrés sur les navires. Armand s'allie à nouveau aux pirates du capitaine Boone et part à leur poursuite.
Après avoir trouvé un "poulet" mécanique auquel Lope avait confié un message d'excuses envers Armand, ce dernier et les pirates retrouvent le savant Bombastus. Ce dernier, bien qu'excédé par les incessantes requêtes qui jamais ne lui valent remerciement ou gratitude, accepte de les aider à rattraper le navire de Mendoza (bien qu'il se joigne involontairement à eux lors du départ, alors qu'il souhaitait demeurer sur la Lune). L'équipage arrive à temps pour sauver Andreo, jeté dans l'espace par Mendoza après avoir tenté de défendre Hermine, tandis que, durant l'abordage qui s'ensuit, le Caillou se sacrifie pour protéger Eusèbe d'une balle que lui destinait Mendoza. Ce dernier affronte ensuite Armand en duel mais, trop sûr de l'efficacité de sa botte secrète, il est finalement vaincu et tué.
Tandis que les Terriens font voile vers leur planète, Boone apprend le projet du raïs Kader de s'emparer de Maracaïbo, ce qui le pousse à raconter une histoire : bien des années auparavant, il y a alors eu connaissance de l'histoire d'une enfant, Yasmina, qui fut laissée sous un porche par sa nourrice pour échapper à l'esclavage, enveloppée dans un manteau d'hermine. Il s'avère donc qu'Hermine n'est autre que la fille perdue du raïs Kader. Sur cette révélation, le vaisseau choit dans la mer, alourdi par le trésor que le raïs Kader voulait utiliser pour son raid, désormais inutile, contre Maracaïbo. Se profilent ensuite les fiançailles de Lope et d'Hermine, alors que la question du duel d'honneur entre Lope et le raïs Kader resurgit, mais Hermine y trouve une solution : ils s'affronteront selon la méthode lunaire, qui consiste en une partie du jeu de la barbichette, laquelle finit sur une égalité après que Lope et Kader éclatent de rire devant les grimaces d'Armand, Eusèbe et Hermine.
Après une nuit de célébrations, durant laquelle Armand fait enfin part de la gratitude de tous envers l'aide apportée par Bombastus, les Terriens se séparent. Les pirates retournent écumer les sept mers, tandis que Kader et sa fille retrouvée partent en pèlerinage sur les terres de leur passé. Lope et Eusèbe décident quant à eux d'accompagner Armand à Venise, où leurs aventures ont commencé. Armand y fait part de son choix de consigner leur histoire commune par écrit. Tandis qu'Eusèbe tente une nouvelle fois de raconter la sienne qui l'a amenée aux galères, tous trois avisent une jeune femme en danger et décident de se porter à son secours.

## Analyse
Comme les autres tomes de la série, le scénario fait appel à de nombreuses références, en particulier littéraires, tant dans les propos que dans la mise en scène. Ainsi, les discussions quant au triangle amoureux entre Armand, Séléné et le Maître d'armes sont dessinées à la manière d'une scène de théâtre : un même décor, toujours vu de face, est dessiné plusieurs fois à la suite tandis que la nuit y tombe et que les personnages y défilent successivement, entrant et sortant du cadre par la gauche, la droite ou le fond des cases qui font ainsi figure de coulisses. Les règles régissant les duels sélénites servent quant à elles d'illustration du fusil de Tchekhov : en apparence simplement énoncées par le Maître d'armes pour étoffer les coutumes sélénites et justifier l'exil du prince Jean en début d'album, elles sont rappelées à la fin de ce dernier par Hermine afin que Lope et Kader règlent leur question d'honneur sans que l'un d'eux ait à y perdre la vie. Le récit reprend également un motif classique du cinéma lors de la mise en scène de la mort du Caillou qui s'interpose devant Eusèbe pour sauver ce dernier de la balle tirée par Mendoza.
De nombreuses figures de style émaillent les discours des personnages. Aux désormais traditionnels alexandrins que déclament Armand et le Maître d'armes s'ajoute par exemple, couplée à un champ lexical botanique, une assonance/allitération avec le son "or" répété à foison par le cupide vieillard Cénile face aux arbres porteurs de trésors : « Des ormeaux ! Des sorbiers ! De la morgeline ! Ici : de l'origan ! Et là : une orchidée ! Des oronges ! Des morilles ! Des orties ! Ô riante orée ! Pléthorique forêt ! Ah, morbleu ! Quelle flore ! C'est énorme ! Orgiaque ! Hors norme ! J'adore ! Encor ! Or ! ». Cénile détourne par ailleurs l'expression consacrée de "paradis fiscal", parlant à la place d'« Éden fiscal ». D'autres figures de sonorités, désormais habituelles, apparaissent lorsque sont défaits les adversaires des protagonistes, qui s'exclament par exemple, à la mort de Mendoza, « Notre capitan ! Nous capitulons ! ». Il ne s'agit toutefois pas des seules figures basées sur les répétitions présentes dans le récit : ainsi en est-il de l'anaphore, assortie d'une gradation, proférée par Mendoza à l'encontre d'Eusèbe (« Comme il m'insupporte ! Comme il me révulse ! Comme je le hais ! ») et du parallélisme observé lorsque les personnages reviennent sur Terre (« Notre trésor ! Il est perdu ! (Plaisant, parlant des richesses) / Mon trésor ! Je l'ai retrouvé ! (Kader, parlant de sa fille) »).
Les lamentations d'Armand à la suite de sa déception amoureuse offrent une occasion de revenir sur l'anthropomorphisme de la série. En effet, si les personnages animaux sont largement minoritaires dans la série (outre Armand, Lope et Eusèbe, on peut également citer Cigognac, second du capitaine Boone, ainsi qu'un autre pirate qui se présente sous les traits d'un cochon), leur existence au sein d'une société autrement essentiellement humaine est parfaitement acceptée et semble même "normale" : il ne semble ainsi y avoir aucune opposition à la relation entre Lope et Hermine basée sur le fait que l'un est un loup et l'autre une humaine. Si la condition animale des personnages n'est jamais entièrement gommée (dans le même album, Mendoza utilise le terme "animal" pour insulter Armand ; et les pirates ont peur de laisser Eusèbe, un lapin, monter à bord de leur navire), elle n'est en général pas non plus vécue par les personnages concernés comme une forme d'ostracisme. Toutefois, les propos d'Armand vont à l'encontre de cette tendance : regrettant sa condition de renard, il y voit là le principal obstacle à l'amour que Séléné aurait dû lui porter, enviant le Maître d'armes, un être humain qui, contrairement à lui, ne doit pas « forcer sa nature » pour, entre autres, se présenter sous une forme bipède. Or, un autre "amour" se terminant sur une note tragique est celui qui lie le cupide Cénile à l'or, symbole d'une vieille génération incapable de s'adapter à des mœurs nouvelles et changeantes : ainsi, si tous les autres personnages s'intègrent fort bien à la société lunaire, Cénile, malgré sa promotion temporaire au rang de directeur de la Manufacture royale de poésie, reste paralysé par son obsession pour les richesses pécuniaires (qui sont pour lui une fin en soi, contrairement à Mendoza, qui y voit un moyen de prendre le pouvoir sur Terre) alors qu'elles n'ont aucune espèce de valeur dans la société sélénite. Aussi, il ne peut résister à l'appel des richesses, au point d'avoir parfois les traits d'une bête (incapable de répéter autre chose que le mot "Or !") et de déclarer vouer un véritable amour pour l'or, amour dont il échoue à faire preuve envers son propre fils, qu'il refuse d'accompagner sur Terre. Cet amour se finit toutefois dans la douleur, Cénile étant finalement recouvert de feuilles d'or et figé dans une posture de souffrance, et est même dénué de sa condition humaine, n'étant plus tard reconnu par Armand que comme une statue de Cénile, et non comme l'individu lui-même. Armand, à l'inverse, malgré sa condition d'animal qui lui fait contempler le suicide, est rappelé à son "humanité" par le désir de sauver ses amis, un altruisme et un courage dont Cénile ne saurait jamais faire preuve. 
L'inimitié entre Armand et le capitaine Mendoza fait plus que jamais appel aux histoires de Zorro : non seulement Mendoza porte le même nom qu'un antagoniste apparaissant dans la série de 1957, mais il appelle de plus Armand "Zorro" pendant leur duel à l'escrime (jouant ainsi sur le fait que "zorro" en espagnol signifie "renard"). D'autres références culturelles apparaissent également : par exemple, lors de la démonstration du savant Bombastus, une partie des calculs évoque le chat de Schrödinger (dans la même scène, des pirates à la recherche de trésor ouvrent d'ailleurs une boîte qui laisse échapper sur eux un féroce chat - bien vivant) ; et le pirate qui évoque l'idée de la gravitation le fait après avoir été frappé à la tête par une pomme jetée par le savant, en référence à la légende populaire associée à Isaac Newton. L’œuvre de Cyrano de Bergerac est elle aussi à nouveau évoquée : Séléné révèle ainsi au Maître d'armes (lequel a les traits de Cyrano lui-même) que son nom de naissance est Roxane, comme l'un des principaux personnages féminins de l'Histoire comique des États et Empires de la Lune ; tandis que l'exil du prince Jean vers le Soleil est l'occasion de mentionner la suite de la même œuvre, l'Histoire comique des États et Empires du Soleil. Le titre de l'album lui-même inverse celui du roman de Jules Verne, De la Terre à la Lune. Cigognac cite quant à lui la Bible lorsqu'il conclut l'oraison funèbre du Caillou par les mots « N'oublie pas que tu es poussière et que tu retourneras à la poussière ».
Enfin, ce volume servant de conclusion au récit des aventures d'Armand et de Lope (les deux tomes suivants servant de préquelle racontant l'histoire d'Eusèbe), il est naturel d'y trouver plusieurs références aux tomes précédents. Ainsi, le duel entre Lope et Kader, décidé dès leur rencontre au début du récit, est enfin résolu (tandis que la promesse d'Eusèbe, qui avait juré d'épouser la fille de Kader sans savoir alors qu'il s'agissait d'Hermine, est abandonnée pour éviter un autre duel) ; et Armand répète à Mendoza, sous la forme d'une litote qu'il avait déjà énoncée lors de leur premier duel, qu'il « ne l'aime pas ». Par ailleurs, la scène où les pirates trouvent un groupe de "poulets" mécaniques sauvages, que l'un d'entre eux appelle "perroquets" en raison de leur apparence, fait écho à une précédente scène similaire où l'équipage rencontrait de "vrais" perroquets et devait alors détromper leur capitaine qui, jusqu'ici, avait voyagé avec un poulet sur l'épaule en guise de perroquet. Un écho plus subtil se manifeste dans la formule « bey des trépignants » que Kader adresse à un Lope impatient à l'idée de rentrer sur Terre, l'expression ayant déjà été utilisée par Saltiel dans le premier album à l'endroit du même Kader, montrant ainsi l'évolution de ce dernier qui, pour reprendre ses propres termes, a « compris ».